# منتل هود

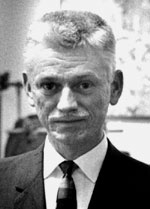
Mantle Hood

منتل هود (زادهٔ ۲۴ ژوئن ۱۹۱۸ - درگذشتهٔ ۳۱ ژوئیه ۲۰۰۳) یک موسیقی‌شناس قومی اهل ایالات متحده بود. تخصص او در موسیقی اندونزی بود. در دهه‌های ۱۹۵۰ و ۱۹۶۰ او پیشگام شیوهٔ نوینی برای مطالعهٔ موسیقی شد که نهایتاً منجر به تشکیل اولین دپارتمان تخصصی موسیقی‌شناسی قومی در دانشگاه کالیفرنیا، لس‌آنجلس گردید. هود بابت این رویکرد شناخته می‌شد که شاگردانش نواختن نوعی از موسیقی که مطالعه می‌کردند را فرا خود می‌گرفتند (که در آن زمان معمول نبود).

## زندگی‌نامه
هود در اسپرینگ‌فیلد، ایلینوی به دنیا آمد و از کودکی پیانو می‌نواخت. در نوجوانی او به نواختن ساکسوفون تنور و کلارینت به سبک جز پرداخت. در جوانی برای شرکت در جنگ جهانی دوم به اورپا رفت و پس از بازگشت، در دانشگاه کالیفرنیا در رشتهٔ کشاورزی مشغول به تحصیل شد و سپس خود را به دانشگاه کالیفرنیا، لس‌آنجلس منتقل کرد. بین سال‌های ۱۹۴۵ تا ۱۹۵۰ او زیر نظر ارنست توخ به تحصیل ادامه داد و مدرک کاردانی و کارشناسی در زمینهٔ آهنگسازی دریافت کرد. او برای برنامه فولبرایت برگزیده شد و در قالب این برنامه به دانشگاه آمستردام رفت و در زمینهٔ موسیقی اندونزی تحقیق کرد. دانشنامه دکترای او در خصوص یک روش تقسیم‌بندی مدهای موسیقی در جاوه با نام پاتت بود.
در فاصلهٔ سال‌های ۱۹۶۵ تا ۱۹۶۷ هود رئیس جامعه موسیقی‌شناسی قومی بود. در سال ۱۹۷۳ هود دانشگاه کالیفرنیا، لس‌آنجلس را ترک کرد و بازنشسته شد و به هاوایی نقل مکان کرد. در این زمان او ویراستار فرهنگنامه موسیقی و موسیقی‌دانان نیو گروو بود و برای واژه‌نامه موسیقی هاروارد نیز مطالبی می‌نوشت. در دههٔ ۱۹۸۰ از بازنشستگی به در آمد و به عنوان استاد برجسته در دانشگاه مریلند در بالتیمور مشغول به کار شد و تا ۱۹۹۶ در آنجا باقی ماند. او همزمان در دانشگاه‌های هاروارد، ییل، وسلین، دانشگاه ایندیانا در بلومینگتن، دانشگاه دریک، و دانشگاه غنا استاد مهمان بود.
هود در الیکات، مریلند درگذشت. از او پسری باقی مانده که او هم یک موسیقی‌شناس قومی است و در دانشگاه ملبورن در استرالیا تدریس می‌کند.